# 朝圣先辈
朝圣先辈是普利茅斯殖民地（今美国马萨诸塞州普利茅斯）的早期欧洲定居者。
朝圣先辈的领导人来自布朗派英格兰非国教徒的宗教会众。他们逃离英格兰动荡的政治环境，選擇在16世纪至17世纪相对平静和容忍的尼德兰地区的荷兰生活。朝圣先辈持有加尔文主义宗教信仰，类似于清教徒，但与许多清教徒不同的是，他们认为他们的教会需要与英格兰国教会分离开。作为一个分离团体，他们还担心，如果他们移民到荷兰，他们可能失去他们的英格兰文化身份，所以他们安排英格兰投资者在北美建立一个新的殖民地。殖民地成立于1620年，成为北美第二个成功的英格兰定居点（第一个是在1607年建立的詹姆斯敦）。在为自己的群体寻求宗教自由的同时，朝圣先辈对其他信仰表现出不宽容。他们的故事成为美国历史和文化的中心主题。